# Peixos gripau

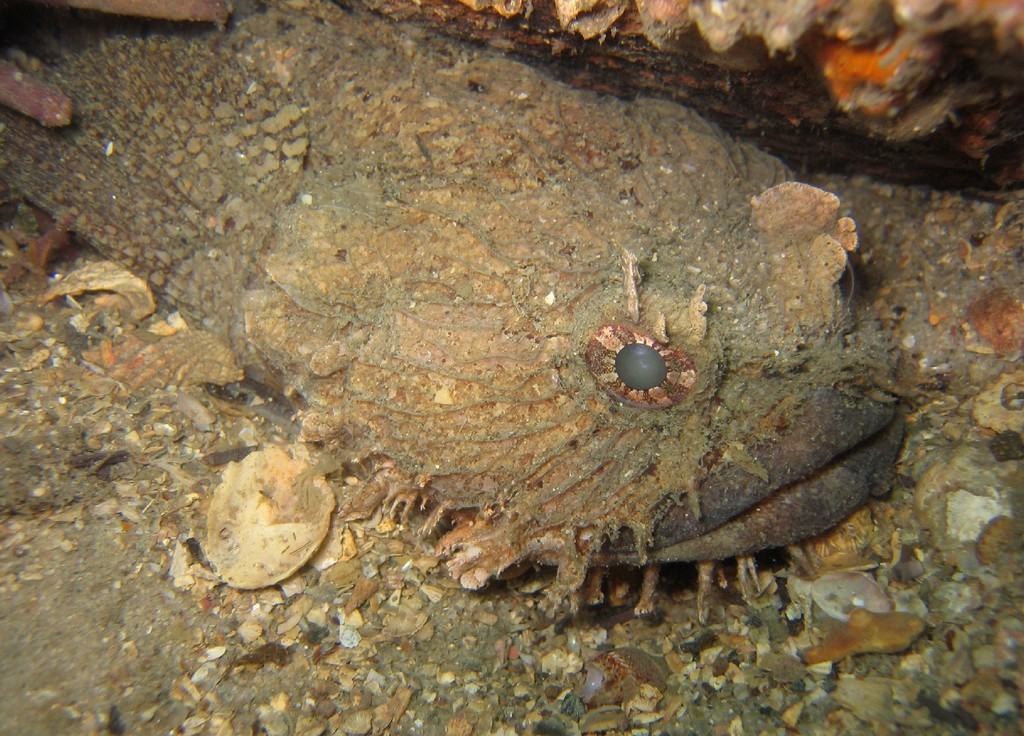
Batrachomoeus dubius.

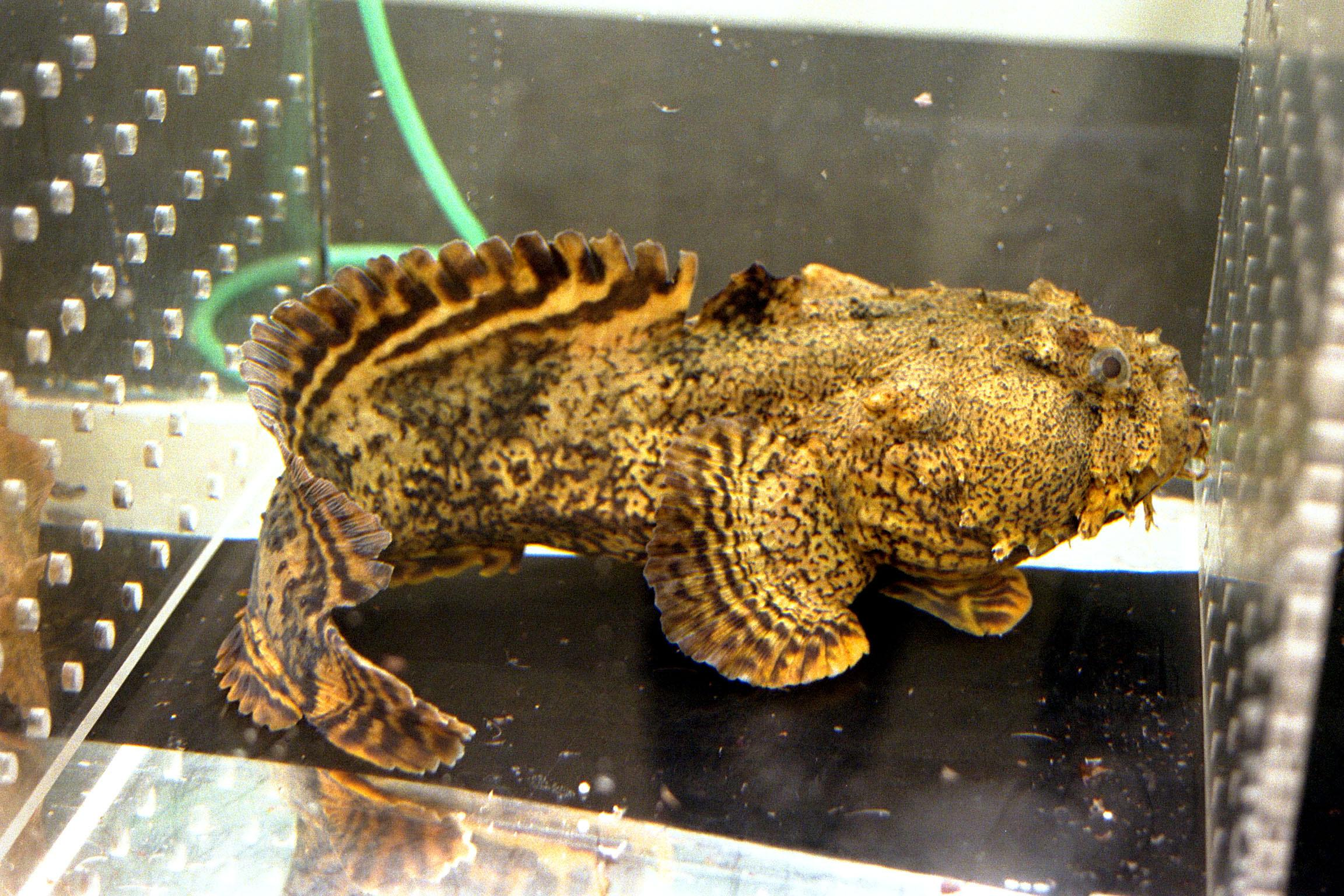
Opsanus tau.

Els batracòidids (Batrachoididae) són una família de peixos teleostis, l'única de l'ordre dels batracoidiformes (Batrachoidiformes), coneguts popularment com a peixos gripau. La majoria d'espècies són marines i molt comunes als oceans Atlàntic, Índic i Pacífic. Unes poques espècies viuen en hàbitats d'aigua dolça. Tant el nom comú com el nom científic (la paraula grega batrakhos vol dir gripau) al·ludeixen a la seva semblança física amb certs amfibis.
Són depredadors bentònics que utilitzen la seva coloració críptica en substrats sorrencs o fangosos per evitar ser detectats per les preses. També són coneguts per la seva capacitat de "cantar". En particular, els mascles utilitzen la bufeta natatòria com un instrument per produir sons que utilitzen per atreure altres individus.

## Distribució i hàbitat
Les peixos gripau es troben arreu del món. La majoria d'espècies són marines, encara que algunes viuen en hàbitats d'aigua salabrosa i una subfamília, Thalassophryninae, es troba exclusivament en hàbitats d'aigua dolça a l'Amèrica del Sud. En particular, Daector quadrizonatus i Thalassophryne amazonica viuen al riu Atrato, a Colòmbia, i al riu Amazones, respectivament .

## Descripció
Solen ser peixos sense escates, amb els ulls fixats en els caps grans. La seva boca també és gran, tant amb el maxil·lar com el premaxil·lar, i sovint està decorada amb bigotis. En general, són de color ocre pàl·lid, encara que els que viuen en esculls de corall poden tenir patrons més brillants. La seva longitud varia des dels 7,5 centímetres de Thalassophryne megalops fins als 57 de Batrachoides surinamensis.
Les brànquies són petites i només estan presents als costats de l'individu. Les aletes pèlviques estan més davant de les aletes pectorals, i generalment sota les brànquies. De les dues aletes dorsals separades, la primer és més petita i té espines. El nombre de vèrtebres varia entre 25 i 47.
Les espècies del gènere Porichthys tenen fotòfors i quatre línies laterals. Totes les espècies de peixos gripau tenen espines punxegudes a la primera aleta dorsal i a l'opercle. En les espècies de la subfamília Thalassophryninae, aquestes espines són buides i estan connectades a glàndules verinoses capaces de causar una ferida dolorosa als depredadors.

## Ecologia
Els peixos gripau viuen al fons, tan a prop de la superfície com en aigües profundes. Tendeixen a ser omnívors, alimentant-se de cucs de mar, crustacis, mol·luscs i altres peixos. Sovint s'amaguen a les esquerdes de la roca, entre la vegetació, o fins i tot s'amaguen entre els sediments del fons, des d'on emboscen la seva presa. El peixos gripau poden sobreviure fora de l'aigua durant 24 hores, i alguns es poden moure pels fons fangosos durant marea baixa utilitzant les seves aletes.
Els mascles construeixen nius i, a continuació atrauen les femelles per mitjà d'una mena de "cant", que produeixen alliberant l'aire de la bufeta natatòria. Aquests sons s'han descrit com "brunzits" o "xiulets", i poden ser prou alts com per ser clarament audibles des de la superfície. Els ous són enganxosos per un costat, de manera que la femella els pot acoblar al niu. Cada mascle atrau nombroses femelles al seu niu, de manera que el conjunt d'ous del niu te diverses mares.
El mascle protegeix el niu dels depredadors. Durant aquest període, el mascle ha de sobreviure amb poc aliment, ja que pot allunyar-se del niu per caçar. Els ous es desenvolupen ràpidament en embrions, però aquests queden units al costat del niu fins a les tres a quatre setmanes d'edat. Després d'aquest temps, segueixen agrupats al niu amagant-se darrere del pare fins que són prou grans per defensar-se per si mateixos. Cal destacar, que aquest grau de cura dels pares és molt inusual entre els peixos.

## Relació amb l'home
Són peixos apreciats en gastronomia, fàcils de trobar als mercats i que assoleixen preus elevats, per la qual cosa tenen importància comercial.
Han de ser manipulats amb cura, sobretot la subfamília Thalassophryninae que és molt verinosa, amb espines hueques a l'aleta dorsal i sobre l'opercle, connectades amb una glàndula verinosa que pot injectar verí si es punxa algú amb elles.

## Classificació
S'han descrit unes 80 espècies, agrupades en 21 gèneresi 3 subfamílies: 
- Subfamília Batrachoidinae - peixos gripau més comuns i de distribució mundial.
  - Allenbatrachus (Greenfield, 1997)
  - Amphichthys (Swainson, 1839)
  - Austrobatrachus (Smith, 1949)
  - Batrachoides (Lacepède, 1800)
  - Batrachomoeus (Ogilby, 1908)
  - Batrichthys (Smith, 1934)
  - Bifax (Greenfield, Mee y Randall, 1994)
  - Chatrabus (Smith, 1949)
  - Halobatrachus (Ogilby, 1908) - peix gripau o gripau lusitànic (a Espanya)
  - Halophryne (Gill, 1863)
  - Opsanus (Rafinesque, 1818)
  - Perulibatrachus (Roux y Whitley, 1972)
  - Potamobatrachus (Collette, 1995)
  - Riekertia (Smith, 1952)
  - Sanopus (Smith, 1952)
  - Triathalassothia (Fowler, 1943)
- Subfamília Porichthyinae -peixos gripau bioluminiscents, distribuïts per costes d'Amèrica.
  - Aphos (Hubbs i Schultz, 1939) - peje-bagre o bagre de mar (en Xile), pez frare (en Equador y Perú)
  - Porichthys (Girard, 1854)
- Subfamília Thalassophryninae - peixos gripau verinosos, distribuïts per costes d'Amèrica i alguns d'aigua dolça a Sud-amèrica.
  - Daector (Jordan i Evermann, 1898)
  - Thalassophryne (Günther, 1861)